# Station Salomé
Station Salomé is een spoorwegstation in de Franse gemeente Salomé.

## Foto's

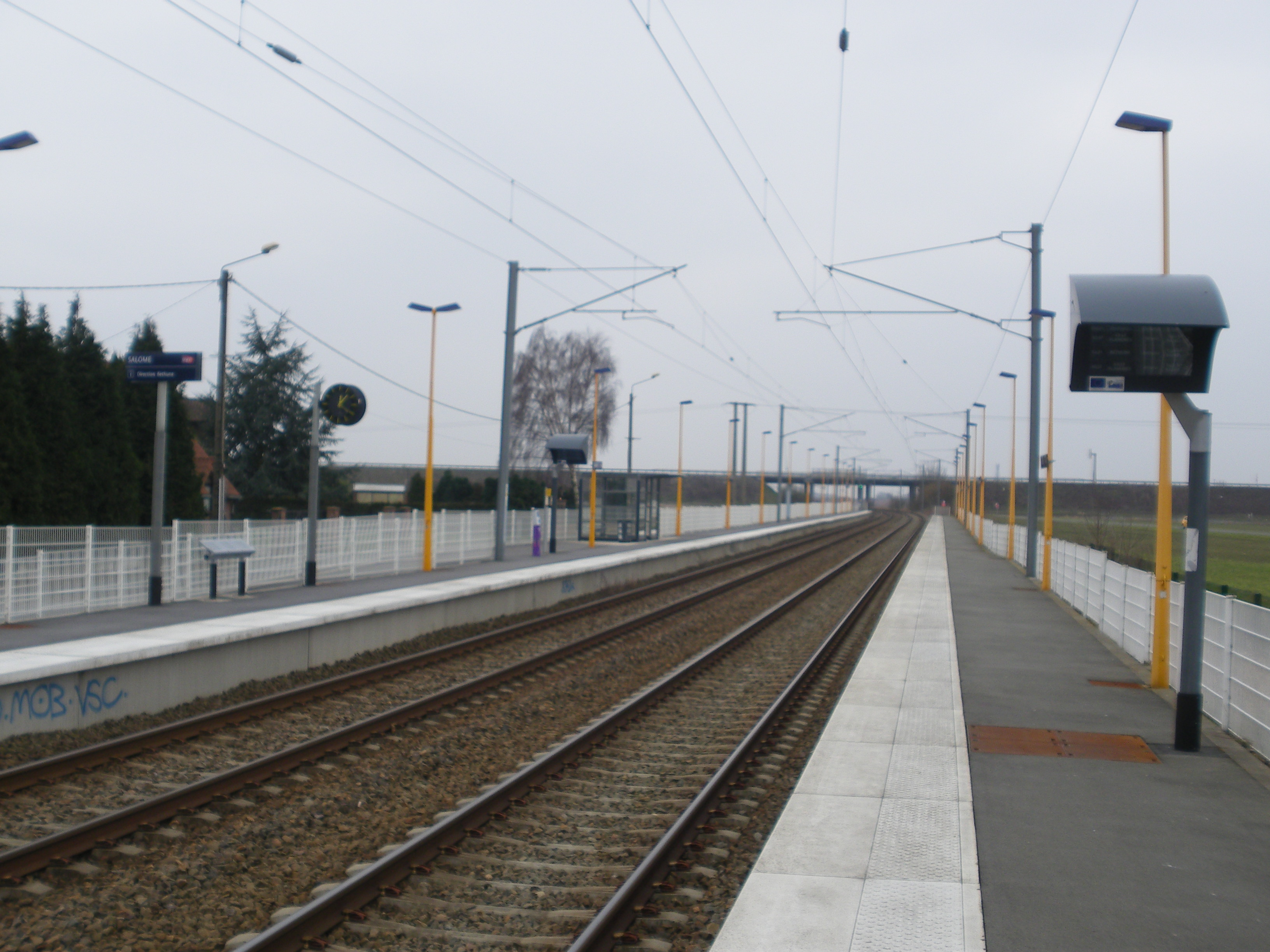